# Чуя (Катун)
Чуя (на руски: Чуя) е река в Русия, протичаща през Република Алтай в Южен Сибир. Дълга е 320 километра.
Извира на 2 931 метра надморска височина в Хребета на Чихачов и тече на запад-северозапад през Алтайските планини, вливайки се в река Катун. По течението ѝ е разположена Чуйската степ. Площта на водосборния ѝ басейн е 11 200 квадратни километра, а средният отток е 42,1 кубични метра в секунда.